# Liste der Baudenkmäler in Denkendorf (Oberbayern)

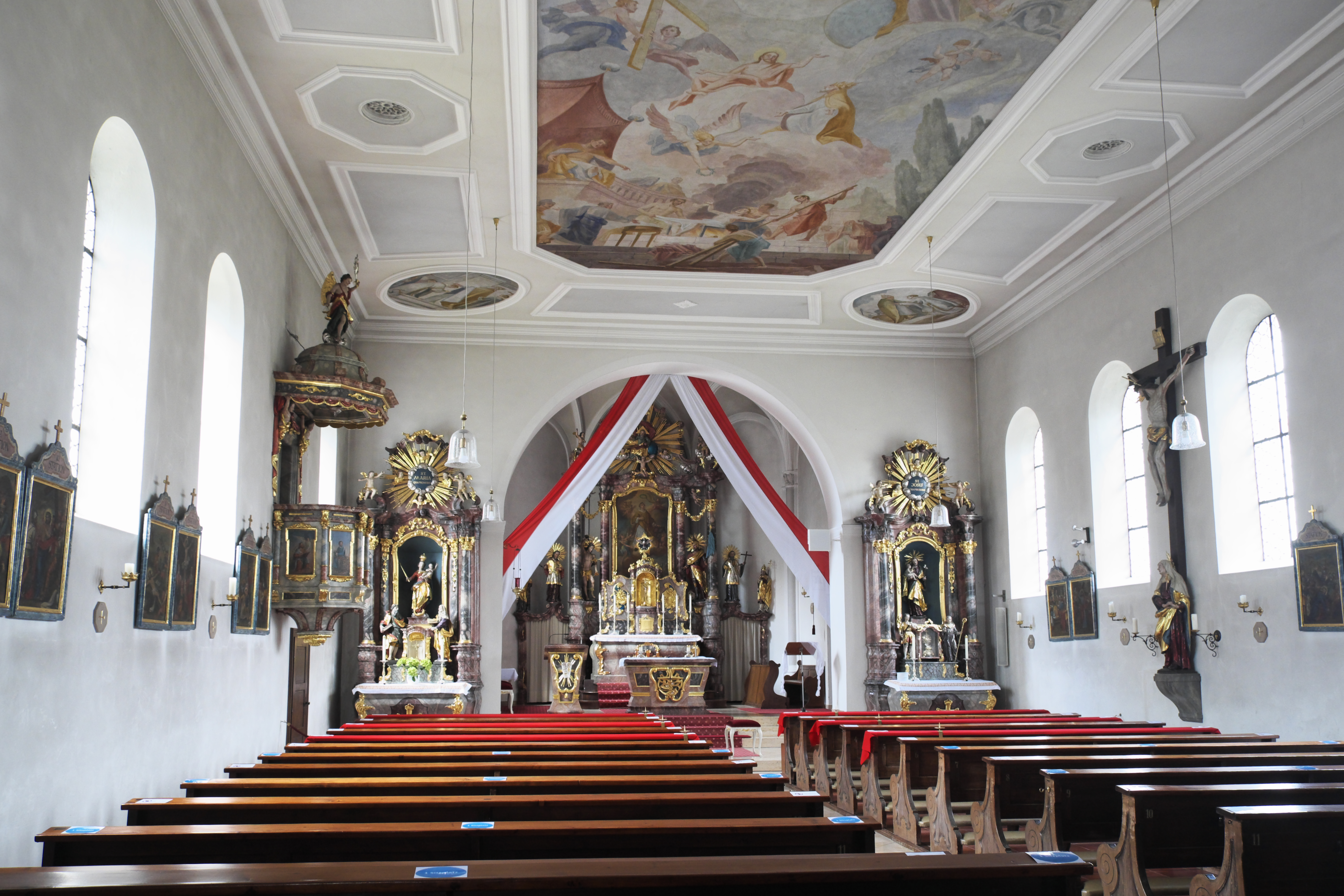
Innenraum von St. Laurentius in Denkendorf

Auf dieser Seite sind die Baudenkmäler in der oberbayerischen Gemeinde Denkendorf zusammengestellt. Diese Tabelle ist eine Teilliste der Liste der Baudenkmäler in Bayern. Grundlage ist die Bayerische Denkmalliste, die auf Basis des Bayerischen Denkmalschutzgesetzes vom 1. Oktober 1973 erstmals erstellt wurde und seither durch das Bayerische Landesamt für Denkmalpflege geführt wird. Die folgenden Angaben ersetzen nicht die rechtsverbindliche Auskunft der Denkmalschutzbehörde.

## Baudenkmäler nach Gemeindeteilen

### Denkendorf
| Lage                                                                                    | Objekt                                 | Beschreibung | Akten-Nr.              | Bild           |
| --------------------------------------------------------------------------------------- | -------------------------------------- | --- | ---------------------- | -------------- |
| Alemannenstraße 27, 150 Meter nördlich der Autobahn an der Staatsstraße 2229 (Standort) | Bildstock                              | Steinpfeiler mit Laterne und Inschrift, bezeichnet mit dem Jahr 1818. | D-1-76-120-7 Wikidata  | weitere Bilder |
| Hauptstraße 24 (Standort)                                                               | Katholische Pfarrkirche St. Laurentius | Saalbau mit Steildach und rund geschlossenem Chor, von Jakob Engels, 1703, erweitert 1926; mit Ausstattung; Friedhofsmauer an der Südseite, mit zwei Toreinfahrten und Lourdesgrotte, 18./19. Jahrhundert. | D-1-76-120-1 Wikidata  | weitere Bilder |
| Lindenstraße 12 (Standort)                                                              | Stadel                                 | Dreizoniger Fachwerkbau mit Resten von Bemalungen und Kalkplattendach, traufseitig erschlossen, bezeichnet mit dem Jahr 1778.                                                                              | D-1-76-120-3 Wikidata  | BW             |
| Meierhofstraße 1 (Standort)                                                             | Ehemaliges Pfarrhaus                   | Zweigeschossiger Massivbau mit hohem Kniestock und Kalkplattendach, erbaut 1706/07 anstelle des im späten 17. Jahrhundert baufällig gewordenen Vorgängerbaus.                                              | D-1-76-120-37 Wikidata | BW             |
| Meierhofstraße 15 (Standort)                                                            | Wohnhaus, jetzt Gemeindehaus           | Erdgeschossiger breitgelagerter Bau mit Kalkplattendach und reichem Fachwerkgiebel, zweite Hälfte 18. Jahrhundert.                                                                                         | D-1-76-120-5 Wikidata  | BW             |
| Mühlwegäcker, 50 Meter nördlich der Autobahn an der Staatsstraße 2229 (Standort)        | Gedenkstein                            | Steinpfeiler zur Erinnerung an den Verlauf der Römerstraße, 19. Jahrhundert. | D-1-76-120-6 Wikidata  | weitere Bilder |
| Nähe Ringstraße (Standort)                                                              | Wegkapelle                             | Barocker Putzbau mit Fassadengliederung, 18. Jahrhundert. | D-1-76-120-2 Wikidata  | weitere Bilder |

### Altenberg
| Lage                                                          | Objekt                                | Beschreibung                                                                                              | Akten-Nr.              | Bild                                  |
| ------------------------------------------------------------- | ------------------------------------- | --- | ---------------------- | ------------------------------------- |
| Altenberg 10 (Standort)                                       | Katholische Filialkirche St. Gertraud | Saalkirche mit Steildach und eingezogenem Rechteckchor, Dachreiter, 17./18. Jahrhundert; mit Ausstattung. | D-1-76-120-9 Wikidata  | Katholische Filialkirche St. Gertraud |
| Denkendorfer Feld (Standort)                                  | Wegkreuz                              | Steinkreuz auf Sockel, mit gusseisernem Corpus Christi, bezeichnet mit dem Jahr 1890                      | D-1-76-120-11 Wikidata | BW                                    |
| Zum Altenberger Weg, an der Straße nach Denkendorf (Standort) | Wegkapelle                            | Kleiner Putzbau mit Steildach, neobarocke Fassadengliederung, 19. Jahrhundert, stark erneuert.            | D-1-76-120-10 Wikidata | BW                                    |

### Bitz
| Lage                      | Objekt                             | Beschreibung | Akten-Nr.              | Bild                  |
| ------------------------- | ---------------------------------- | --- | ---------------------- | --------------------- |
| Hauptstraße 21 (Standort) | Ehemaliges Bauernhaus              | Zweigeschossiges Wohnstallhaus mit Flachsatteldach, Obergeschoss Fachwerk, im Kern wohl 18. Jahrhundert, hinterer Gebäudeteil mit Holz verkleidet, 20. Jahrhundert.        | D-1-76-120-34 Wikidata | Ehemaliges Bauernhaus |
| Kirchplatz 3 (Standort)   | Katholische Filialkirche St. Georg | Saalkirche mit Walmdach, barocker Neubau von Domenico Barbieri unter Einbezug des mittelalterlichen Chorturms, 1739; mit Ausstattung; Friedhofsmauer, 18./19. Jahrhundert. | D-1-76-120-12 Wikidata | weitere Bilder        |

### Dörndorf
| Lage                                                                                                   | Objekt                             | Beschreibung | Akten-Nr.              | Bild           |
| --- | ---------------------------------- | --- | ---------------------- | -------------- |
| Am Denkendorfer Weg, nahe der Straße Denkendorf–Beilngries, 200 Meter nördlich der Autobahn (Standort) | Feldkreuz                          | Gusseisernes Kruzifix auf Steinsockel, Ende 19. Jahrhundert, auf Steinsockel. | D-1-76-120-8 Wikidata  | weitere Bilder |
| Beim Denkendorfer Weg, Straße Denkendorf–Beilngries, Kreisverkehr, Abzweigung Dörndorf (Standort)      | Grenzstein, Nr. 117 (?)            | Fürstentum Eichstätt/Bayern, um 1818. | D-1-76-120-18 Wikidata | weitere Bilder |
| Hauptstraße, Straße Denkendorf–Beilngries, Abzweigung Dörndorf (Standort)                              | Gedenkstein                        | Bildstockförmiger Steinpfeiler mit Inschrift, nach 1945. | D-1-76-120-17 Wikidata | Gedenkstein    |
| Kirchstraße 4 (Standort)                                                                               | Pfarrhof                           | Pfarrhaus, zweigeschossiger Massivbau mit hohem Kniestock und Kalkplattendach, nach Brand wiederaufgebaut, 1708, bildet mit der Kirche eine Baugruppe; massive Scheune auf Bruchsteinsockel, mit Fachwerk und Kalkplattendach, segmentbogige Toreinfahrt, 18. Jahrhundert; Wirtschaftsgebäude, langgestreckter Satteldachbau mit Kalkplatten, Obergeschoss mit Fachwerk, 19. Jahrhundert. | D-1-76-120-15 Wikidata | Pfarrhof       |
| Kirchstraße 6; Nähe Kirchstraße (Standort)                                                             | Katholische Pfarrkirche St. Sixtus | Saalbau mit Walmdach, Chorturm 13./14. Jahrhundert, Turmobergeschosse frühes 17. Jahrhundert, Langhaus 1720; mit Ausstattung; Friedhofsmauer, 18./19. Jahrhundert. | D-1-76-120-14 Wikidata | weitere Bilder |
| Triftstraße, am westlichen Wirtschaftsweg (Standort)                                                   | Kapellenbildstock                  | Kleiner Putzbau mit Satteldach, 19. Jahrhundert. | D-1-76-120-16 Wikidata | weitere Bilder |

### Gelbelsee
| Lage                                                                                            | Objekt                               | Beschreibung | Akten-Nr.              | Bild           |
| ----------------------------------------------------------------------------------------------- | ------------------------------------ | --- | ---------------------- | -------------- |
| An der Kreisstraße 22, an der Straße nach Buch, etwa 150 Meter nördlich der Autobahn (Standort) | Gedenkkreuz                          | Gusseiserner Aufsatz in Form einer gotisierenden Fiale mit eingestellter weiblicher Figur, auf Steinblock, 1927, modern ersetzt 2005.           | D-1-76-120-22 Wikidata | BW             |
| Schmiedstraße 5 (Standort)                                                                      | Bauernhaus                           | Erdgeschossiger, breitgelagerter Satteldachbau, mit reichem Fachwerkgiebel und Kalkplattendach, Ende 18. Jahrhundert.                           | D-1-76-120-20 Wikidata | BW             |
| Schmiedstraße 16 (Standort)                                                                     | Pfarrhaus                            | Zweigeschossiger Massivbau mit hohem Kniestock und Flachsatteldach, Putzgliederung, um 1680, mit Umbauten aus dem 19. und 20. Jahrhundert.      | D-1-76-120-35 Wikidata | Pfarrhaus      |
| Schmiedstraße 16 (Standort)                                                                     | Pfarrstadel                          | Traufseitig erschlossener Fachwerkbau mit hohem Kniestock und Kalkplattendach, wohl noch 18. Jahrhundert.                                       | D-1-76-120-21          | weitere Bilder |
| Schmiedstraße 18 (Standort)                                                                     | Katholische Pfarrkirche St. Hippolyt | Saalbau mit Steildach, Langhaus von 1690, Erneuerung des im Kern mittelalterlichen Turms mit Glockendach und Laterne, 1745/46; mit Ausstattung. | D-1-76-120-19 Wikidata | weitere Bilder |
| An der Straße nach Buch ()                                                                      | Gedenkkreuz                          | Eisen, auf Kalksteinpfeiler, 1910. Nicht nachqualifiziert, im Bayerischen Denkmal-Atlas nicht kartiert.                                         | D-1-76-120-23 Wikidata |                |

### Riedelshof
| Lage                    | Objekt      | Beschreibung                                                                                  | Akten-Nr.              | Bild |
| ----------------------- | ----------- | --------------------------------------------------------------------------------------------- | ---------------------- | ---- |
| Riedelshof 1 (Standort) | Ortskapelle | Kleiner Steildachbau mit Putz- und Fassadengliederung, Ende 19. Jahrhundert; mit Ausstattung. | D-1-76-120-24 Wikidata | BW   |

### Schönbrunn
| Lage                         | Objekt                                        | Beschreibung | Akten-Nr.              | Bild             |
| ---------------------------- | --------------------------------------------- | --- | ---------------------- | ---------------- |
| Römerstraße 1; 14 (Standort) | Schloss Schönbrunn                            | Schlossanlage mit Ökonomiehof, 18./19. Jahrhundert. Dreigeschossiger barocker Walmdachbau mit Dachreiter, Putzgliederung, frühes 18. Jahrhundert, Schlosskapelle St. Joseph; mit Ausstattung; Schlossgarten mit Einfriedungsmauer und barocken Büsten, um 1780/90; ehemaliger Wasserturm mit barocker Ochsentretanlage, verputzter Bruchsteinbau über quadratischem Grundriss mit Zeltdach, erstes Viertel 19. Jahrhundert; mittelalterlicher Schlossgraben; gepflasterter Wirtschaftshof, dem Schloss vorgelagert; südlich ehemaliges Bräuhaus, dreigeschossiger Walmdachbau in zwei Flügeln, mit klassizistischen Fassaden zum Hof und zur Straße, 1839; westlich Stallgebäude, erdgeschossiger Zweiflügelbau mit Walm- bzw. Satteldach und Aufzugsgiebeln, Putzgliederung, 18./19. Jahrhundert; östlich erdgeschossiges Stallgebäude mit Satteldach und großer Einfahrt an der Straßenseite, Putzgliederung, wohl erste Hälfte 19. Jahrhundert; barocker Inschriftenstein am südwestlichen Wirtschaftsgebäude, 18. Jahrhundert; östlich des Schlossgebäudes, durch Straße getrennt, Familiengruft-Kapelle, 19. Jahrhundert. | D-1-76-120-25 Wikidata | weitere Bilder   |
| Römerstraße 4 (Standort)     | Inschriftentafel                              | Medaillonförmige Steintafel mit Girlandeneinfassung, bezeichnet mit dem Jahr 1792. | D-1-76-120-26 Wikidata | Inschriftentafel |
| Schulweg 2 (Standort)        | Ehemaliges Verwalterhaus, zum Schloss gehörig | Zweigeschossiges Wohnhaus mit Steildach, Putzbandgliederungen, Inschriftentafel, bezeichnet mit dem Jahr 1795, umgebaut Ende 19. Jahrhundert / Anfang 20. Jahrhundert, in jüngerer Zeit umgestaltet. | D-1-76-120-27 Wikidata | BW               |

### Zandt
| Lage                                                          | Objekt                                | Beschreibung | Akten-Nr.              | Bild           |
| ------------------------------------------------------------- | ------------------------------------- | --- | ---------------------- | -------------- |
| Am Graben 26a (Standort)                                      | Stadel                                | Ständerbau, verbrettert, auf Bruchsteinsockel, mit Kalkplattendach, 1830 (dendrochronologisch datiert).                               | D-1-76-120-29 Wikidata | BW             |
| Nähe Bitzer Weg (Standort)                                    | Grenzstein                            | Steinpfeiler mit bischöflichem Wappen, bezeichnet mit dem Jahr 1792.                                                                  | D-1-76-120-38          | BW             |
| Dörndorfer Straße 3 (Standort)                                | Barocke Büste Der Frühling            | Um 1780/90, aus Schloss Schönbrunn; im Hausgarten aufgestellt.                                                                        | D-1-76-120-30 Wikidata | BW             |
| Dörndorfer Straße 8 (Standort)                                | Kleinhaus                             | Erdgeschossiger biedermeierlicher Bau mit Kalkplattendach und Putzrahmung um die Fenster, um 1830/50.                                 | D-1-76-120-31 Wikidata | BW             |
| Kirchweg 9 (Standort)                                         | Katholische Pfarrkirche St. Leonhard  | Saalbau mit Steildach, 1729–36, Turm mit Pyramidendach im Kern mittelalterlich; mit Ausstattung; Friedhofsmauer, 18./19. Jahrhundert. | D-1-76-120-28 Wikidata | weitere Bilder |
| Tegelfeld, rechts der Straße nach Bitz am Waldrand (Standort) | Grenzstein, sogenannter Bischofsstein | Steinpfeiler mit bischöflichem Wappen, bezeichnet mit dem Jahr 1615.                                                                  | D-1-76-120-33 Wikidata | BW             |

## Ehemalige Baudenkmäler
In diesem Abschnitt sind Objekte aufgeführt, die früher einmal in der Denkmalliste eingetragen waren, jetzt aber nicht mehr. Objekte, die in anderem Zusammenhang also z. B. als Teil eines Baudenkmals weiter eingetragen sind, sollen hier nicht aufgeführt werden. Aktennummern in diesem Abschnitt sind ehemalige, jetzt nicht mehr gültige Aktennummern.

| Lage                           | Objekt         | Beschreibung | Akten-Nr.              | Bild |
| ------------------------------ | -------------- | --- | ---------------------- | ---- |
| Denkendorf Meierhofstraße ()   | Fachwerkstadel | Zum Teil verbrettert, mit Kalkplattendach, wohl noch 18. Jahrhundert. | D-1-76-120-4 Wikidata  |      |
| Bitz Hauptstraße 17 (Standort) | Bauernhaus     | Erdgeschossig, Wohn- und Stallteil parallel zum First nebeneinander, mit Kalkplattendach und zwei originellen Spitzbogenfenstern im Giebel, drittes Viertel 19. Jahrhundert. | D-1-76-120-13 Wikidata | BW   |